# Pieńki (Radom)
Pour les articles homonymes, voir Pieńki.
Pieńki (prononciation : [ˈpjɛɲki]) est un village polonais de la gmina d'Iłża dans le powiat de Radom de la voïvodie de Mazovie dans le centre-est de la Pologne.
Il se situe à environ 8 kilomètres au nord d'Iłża (siège de la gmina), 20 kilomètres au sud de Radom (siège de le powiat) et à 111 kilomètres au sud de Varsovie (capitale de la Pologne).

## Histoire
De 1975 à 1998, le village appartenait administrativement à la voïvodie de Radom.